# カチン
カチン(Cathine)またはd-ノルプソイドエフェドリン(d-norpseudoephedrine)は、フェネチルアミンおよびアンフェタミンに化学分類される向精神薬である。精神刺激薬として作用する。天然にはカチノンとともに、Catha edulis（カート）に含まれその全体的な作用に寄与する。アンフェタミンの力価の10-14%である。

## 薬効
アンフェタミンや、カチノン、エフェドリン等、他のアンフェタミンと同様に、カチンはノルアドレナリンとアドレナリンの遊離剤として働く。また、いくぶん弱いがドーパミンの遊離剤としての作用も持つ。
食欲抑制薬としての効能がある。

## 化学
カチンは、フェニルプロパノールアミンの光学異性体の一つである。

## 規制

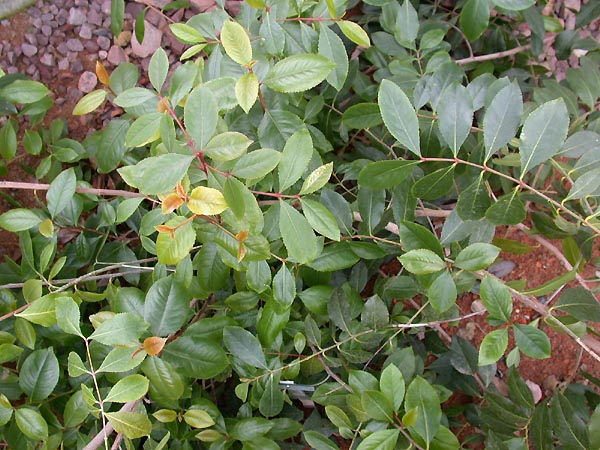
カチンが含有されるチャットCatha edulis

オリンピック等で用いられる世界アンチ・ドーピング機関の禁止物質のリストでは、尿1ml中に5μg以上の濃度のカチンを禁止している。向精神薬に関する条約の下では、カチンはスケジュールIIIに指定されている。アメリカ合衆国では、スケジュールIVの規制物質とされている。
香港では、第134章Dangerous Drugs Ordinanceでカチンが規制されており、健康管理の専門家の指導のもとか学術研究用途の場合のみ合法的に利用できる。処方箋があれば薬局から入手できるが、処方箋無しで処方すると1万香港ドルの罰金が課される。また流通や製造に対しては500万香港ドルの罰金と終身刑が課される。当局の許可なく使用のため所持すると、100万香港ドルの罰金と7年間の禁固が課される。